# Ryō

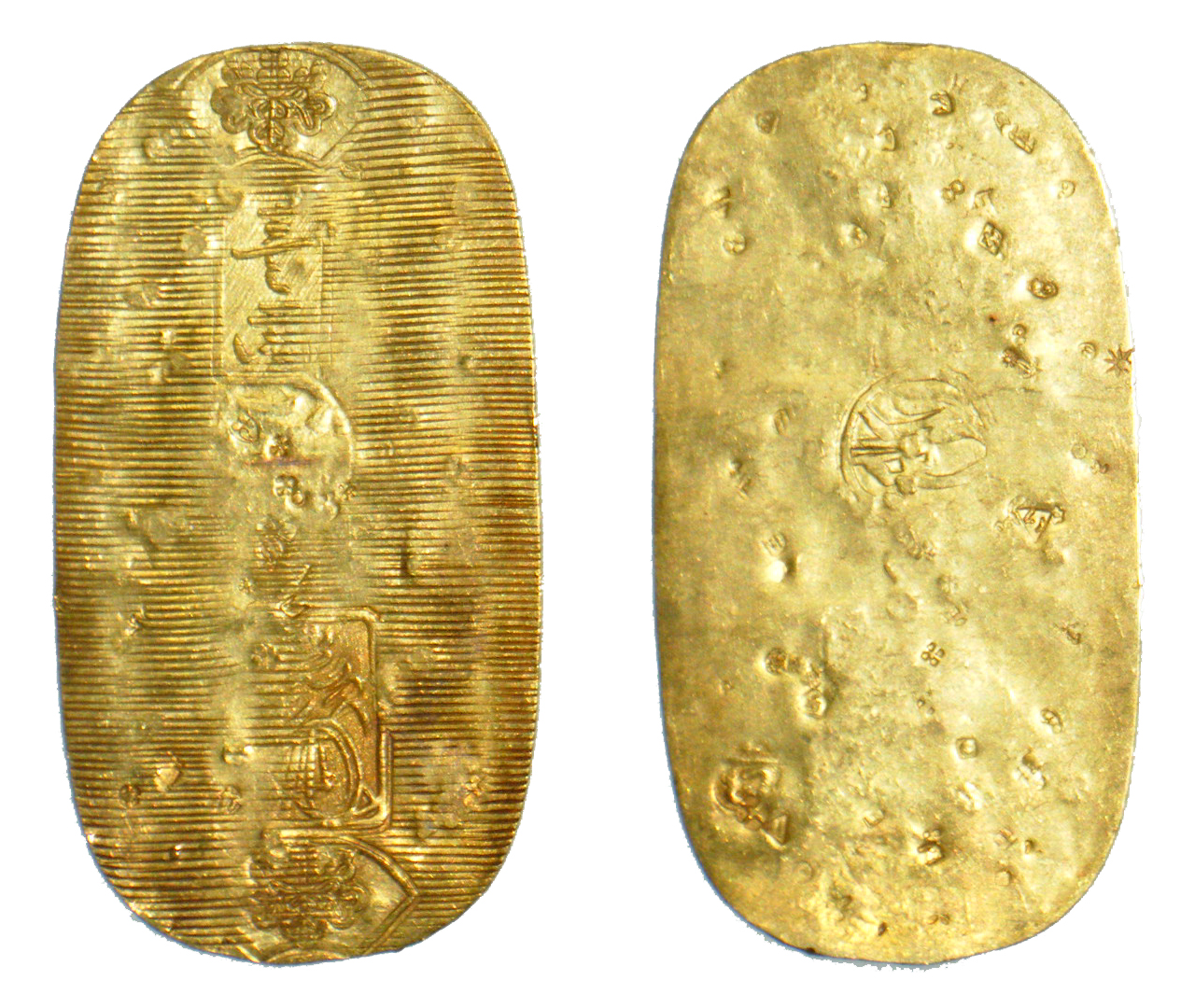

El Ryō (両) fue una moneda de oro japonesa, hoy en desuso, cuyo origen se remonta al período Kamakura (1192–1333).
Durante el período Edo (1603-1868), también fue conocida como Koban.
Con el paso del tiempo, esta moneda fue reemplazada por el Yen.

## Origen
El Ryō fue, originalmente, una medida de peso en China: El Tael.
Su introducción en Japón llegó a comienzos del período Kamakura, cuando los tiempos y la demanda de una moneda y todo un sistema más normalizado para poder comercializar con China, etc. evolucionaron el sistema monetario, y más, del país. Fue en este momento, con la llegada del feudalismo a Japón, cuando, entre otros, floreció el budismo, se dio el nacimiento de los samuráis, etc.

### Equivalencia
En origen, un Ryō equivalia a un koku de arroz.
En paralelo al Ryō había otras monedas usadas en Japón, país extremadamente complicado en su sistema monetario en aquel momento. La moneda, como tal, en verdad oficial, hasta 1870 con el nacimiento del Yen (円), era el Mon (文) y este a su vez provenía de la moneda china, Wen, así como de la coreana, Mun.
Asimismo, nos encontramos en ese momento con monedas, como el Mon, y otras que, literalmente, eran lingotes de oro y/o plata. Entre estos, el más importante, conocido así como de mayor valor, era el Ryō.
La equivalencia entre estas monedas, lingotes, es la siguiente:
16 Shu (朱) = 4 Bu (部) = 1 Ryō (両).